# Aulo Hostilio Mancino
Aulo Hostilio Mancino (en latín Aulus Hostilius L. F. A. N. Mancinus) fue un magistrado romano, probablemente hijo de un militar llamado Lucius Hostilius Mancinus. 
Fue pretor urbano en 180 a. C. y cónsul en 170 a. C. junto con Aulo Atilio Serrano. 
Durante su consulado tuvo la conducción de la guerra contra Perseo de Macedonia, pero debido al carácter fragmentario de las acciones que se registran, no existe la capacidad de formarse una idea clara de la campaña. Sin embargo, parece cierto que condujo la guerra en su mayor parte a la defensiva. 
Permaneció en Grecia el año 169 a. C. como procónsul y después de pasar el invierno en Tesalia, trató de penetrar en Macedonia, pero tuvo que retirarse ante las fuerzas superiores del rey Perseo. Durante aquel año entregó el mando a su sucesor Quinto Marcio Filipo, dejando tras de sí la reputación de haber mantenido la disciplina de los soldados, a pesar de sus escasos éxitos militares.